# ورد الخال
ورد الخال (ولدت 12 أبريل 1971 م)، ممثلة لبنانية من عائلة فنية، والدها هو الشاعر اللبناني السوري يوسف الخال ووالدتها الكاتبة السورية مها بيرقدار وشقيقها الممثل يوسف يوسف الخال. بدأت التمثيل في مسلسل «ربيع الحب» عام 1995، واستطاعت في وقت قصير تحقيق شهرة واسعة بالأدوار العديدة والمتنوعة التي قدَّمتها.

## حياتها الأسرية
تزوجت الموسيقي «باسم رزق» في يوليو 2016 مدنيًا في قبرص.

## أعمالها

### مسلسلات
- (2023): مسلسل للموت 3 بدور كارما
- (2021): قارئة الفنجان بدور أميرة
- (2020): هند خانم بدور هند
- (2019): أسود
- (2018): ثورة الفلاحين بدور لميس
- (2017): خاتون2 بدور ناهد
- (2014): عشق النساء دور «غادة»
- (2014): عروس وعريس، بدور «نورا»
- (2013): زفة
- (2013): نكدب لو قلنا ما بنحبش
- (2012): من كل قلبي
- (2012): تسونامي
- (2011): الحب القديم، بدور «كارمن»
- (2011): الأرملة والشيطان
- (2010): أبواب الغيم
- (2010): نقطة حب
- (2010): أجيال، بدور «نائلة»
- (2009): قاتل بلا أجر
- (2008): أسمهان، دور «علياء المنذر» والدة أسمهان
- (2008): الينابيع
- (2008): الطائر المكسور
- (2007): امرأة من ضياع، دور «نور كامل»
- (2004): شهرزاد الحكاية الاخيرة
- (2004): المحتالة
- (2003): بنات عماتي وبنتي وانا، دور «ليلي»
- (2003):زمن الأوغاد
- (2002): أقبية الموت
- (2001):صلاح الدين الأيوبي، دور «كونستانس»
- (2001): العنب المرّ
- (2001): فاميليا
- (2001) المسلوب
- (2000): نادي الضاحكين
- (1998):الكواسر، دور «نسيمة»
- (1997): نساء في العاصفة
- (1997): الوريث، دور «ناريمان» (ضيفة شرف)
- (1997): سمع وأطاع
- (1997):طالبين القرب
- (1997):الموت القادم إلى الشرق، دور «شقراء» زوجة «نهار»
- (1996): شباب وبنات
- (1995): العاصفة تهب مرتين
- (1995): أصابع من ذهب
- (1995): ربيع الحب
- فردوس الكلمات

### مسرحيات
- (2004): حكم الرعيان، دور «الملكة»
- كنز الأسطورة

### أفلام
- لبنان رغم كل شيء

### فوازير
- (1998): داوود في هوليوود، ضيفة شرف

## وصلات خارجية
- ورد الخال على موقع IMDb (الإنجليزية)
- ورد الخال على موقع قاعدة بيانات الأفلام العربية